# Nino Salvatore Villa Santa
Nino Salvatore Villa Santa, italijanski general, * 1884, † 1960.